# 日亨 (日蓮正宗)
日亨（にちこう、慶応3年2月14日（1867年3月19日） - 昭和32年（1957年）11月23日）は、大石寺第59世法主。堀姓。道号は慈琳(じりん)。水鑑阿闍梨。僧侶、宗教学者。「にちこう」と読むので発音から日興と間違えやすいため苗字をとって「堀上人」、「堀猊下」と呼ばれることも多い。また、伊豆の畠毛で隠居していたため、「畠毛の猊下」とも呼ばれる。

## 略歴
1867年（慶応3年）2月14日に九州久留米藩士・掘峯太郎の長男として生まれる（幼名・浪二郎）。翌年母・菊野と死別し、6歳の時から祖父林太に四書五経や軍記物を習い13歳で小学校の教師になった。19歳だった1885年（明治18年）に向井市次から折伏されて日蓮正宗（当時は日蓮宗富士派）信徒、翌1887年（明治20年）7月に霑妙寺の当時の住職の妙寿（尼僧）を師として得度する。直後に隠尊だった52世鈴木日霑に師僧を変更し、宗門内外の史書の研究を始めた。
1893年（明治26年）に大石寺浄蓮坊勤務となり、常在寺（東京都豊島区池袋）・常泉寺（東京都墨田区向島）の住職を歴任。1905年（明治38年）には能化となり1913年（大正2年）には宗会議長に就任。寺務の傍ら、宗門古文書取調べや史籍編纂委員を歴任し宗門古文書の調査研究に全力をあげ、全国にわたって調査研究に廻った。
1925年（大正14年）に第58世土屋日柱が宗会により不信任されて宗内が内紛に陥った中で後任の管長に擬され、翌年には日柱から相承を受け大石寺第59世として登座した。

### 隠尊後
登座から2年後の1927年（昭和2年）、60世阿部日開に法を付嘱して隠尊の身となり、以後は函南村畠毛に隠居しながら宗学研鑚に専念。1929年（昭和4年）から富士宗学全集の編纂にあたり、原本の書写をはじめとして「日寛上人全伝」「南条時光全伝」などを著す。1937年（昭和12年）に「身延離山史」を刊行し、翌1933年（昭和8年）頃から宗学全集の校訂に取り組み5年後の1938年（昭和13年）には富士宗学全集134巻を完成させた。
戦後は宗門内の長老格として存在感を強め、1952年（昭和27年）の宗旨建立700年記念の大法要を64世水谷日昇と共に執行。また終戦直後に創価教育学会の初代会長・牧口常三郎の法要が戸田城聖らによって執り行われた際には導師を務め、戸田城聖氏が願主となって創価学会が日蓮大聖人御書全集を発刊した際には同書の編纂を引き受けている。
堀日亨は1957年（昭和32年）11月23日に畑毛に於いて90歳(数え年91歳)で死去、葬儀は65世堀米日淳が導師を務めている。
| 先代 日柱 | 大石寺住職一覧 第59世：1926-1928 | 次代 日開 |